# Eupelmus ombrias
Eupelmus ombrias är en stekelart som beskrevs av Perkins 1910. Eupelmus ombrias ingår i släktet Eupelmus och familjen hoppglanssteklar. Inga underarter finns listade i Catalogue of Life.